# Ennis
Ennis (irsky Inis) je irské město, nacházející se na západě ostrova v bývalé provincii Munster. Město obývá 24 253 obyvatel. Ennis je taktéž hlavním městem hrabství Clare.
Irský název Inis, což znamená „ostrov“, poukazuje na polohu ostrova na řece Fergus, na kterém byl později založen františkánský klášter.

## Geografie
Město, které leží v nadmořské výšce 3 m n. m., se nachází na řece Fergus. Podle Köppenovy klasifikace podnebí panuje v Ennis mírné oceánické podnebí – klasifikace Cfb.

## Doprava
Nedaleko města se nachází letiště Shannon, třetí nejvytíženější letiště v Irsku. Kolem města procházejí silnice N18, N68 a N85 a dálnice M18, která tvoří obchvat města.

## Partnerská města
- Clare, Austrálie
- Clare, Michigan, USA
- Phoenix, Spojené státy americké
- Saint-Paul-de-Fenouillet, Francie